# Groupe vocal de France
Le Groupe vocal de France est un ensemble vocal français actif entre 1976 et 1994.

## Historique
Fondé en 1976 par le ministère de la Culture et la Ville de Paris, le Groupe vocal de France est dissous en 1994.
L'effectif vocal était de 12 chanteurs permanents et 4 chanteurs complémentaires.
Comme chefs de chœur, se sont succédé à la tête de l'ensemble :
- Marcel Couraud (1976-1978) ;
- John Alldis (1978-1983) ;
- Michel Tranchant (1983-1986) ;
- Marie-Claude Vallin, Guy Reibel, Boris de Vinogradow et Henri Farge (1986-1987) ;
- Guy Reibel (1987-1990) ;
- John Poole (1990-1994).

Le répertoire du Groupe vocal de France était vaste, allant de Josquin des Prés à Iannis Xenakis. 

## Créations
Le Groupe vocal de France est le créateur de nombreuses œuvres, de Carlos Roqué Alsina, Girolamo Arrigo (O notte, o dolce tempo, 1989), Alain Bancquart (Voix, 1981), Jean Barraqué (Le Temps restitué, 1987), Marc Bleuse, André Bon (Les Vallées du cinéma, 1991), Ernest Chausson (Ballata, 1993), Daniel-Lesur (Encore un instant de bonheur, 1994), Michel Decoust (Dodici voci, 1989), Didier Denis, Edison Denisov (Légende des eaux souterraines, 1995), Franco Donatoni, Hugues Dufourt (La Mort de Procris, 1986), Pascal Dusapin (Niobé, 1984), José Evangelista (Noche oscura, 1994), Michael Finnissy (Ngano), Jean Guillou (Andromeda, 1994), Philippe Hersant (Missa brevis, 1986 ; Landschaft mit Argonauten, 1991 ; L'Infinito, 1994), Betsy Jolas, Charles Koechlin (Quinze Motets de style archaïque, 1988), Jacques Lenot, Michaël Levinas (Les Réciproques, 1986), Philippe Manoury (Zeitlauf, 1983), Patrick Marcland (Paroles, 1982), Paul Méfano, Francis Miroglio (Habeas Corpus, 1985), Emmanuel Nunes (Minnesang, 1981), Luis de Pablo (Como Maïses es el viejo, 1985 ; Ocho epigramas, 1987 ; Tarde de poetas, 1989), Ștefan Niculescu (en), Wolfgang Rihm (Chiffre V, 1984), Martial Solal (Fantaisie pour 24 oreilles, 1992) et Antoine Tisné, notamment.  